# Brancourt-le-Grand
Brancourt-le-Grand är en kommun i departementet Aisne i regionen Hauts-de-France i norra Frankrike. Kommunen ligger  i kantonen Bohain-en-Vermandois som ligger i arrondissementet Saint-Quentin. År 2022 hade Brancourt-le-Grand 558 invånare.

## Befolkningsutveckling
Antalet invånare i kommunen Brancourt-le-Grand
Referens: INSEE